# Archichlora herbosa
Archichlora herbosa är en fjärilsart som beskrevs av Claude Herbulot 1972. Archichlora herbosa ingår i släktet Archichlora och familjen mätare. Inga underarter finns listade i Catalogue of Life.